# Växjö Kommunföretag
Växjö Kommunföretag AB (VKAB) är ett svenskt förvaltningsbolag som agerar moderbolag för de verksamheter som Växjö kommun har valt att driva i aktiebolagsform. Bolaget ägs helt av kommunen. 

## Bolag
Källa: 
- Vidingehem Aktiebolag (100%)
- Växjö Energi Aktiebolag (100%)
- Växjö Linnæus Science Park AB (100%)
- Vöfab, Växjö Fastighetsförvaltning Aktiebolag (100%)